# غاري ستيفنز (لاعب كرة قدم)
غاري ستيفنز (بالإنجليزية: Gary Stevens)‏ (30 أغسطس 1954 ببرمنغهام في المملكة المتحدة - ) هو لاعب كرة قدم بريطاني في مركز الهجوم. لعب مع شروزبري تاون وكارديف سيتي ونادي برينتفورد وKnighton Town F.C. ‏ ونادي هيرفورد وEvesham United F.C. ‏.

## وصلات خارجية
- غاري ستيفنز (لاعب كرة قدم) على موقع قاعدة بيانات كرة القدم.إي يو (الإنجليزية)